# From Out of Nowhere
《From Out of Nowhere》는 영국의 록 밴드 일렉트릭 라이트 오케스트라(ELO)의 열네 번째이자 마지막 스튜디오 음반이며, 제프 린의 ELO 명의로 발매된 두 번째 음반이다. 4년 만에 발매된 밴드의 첫 스튜디오 음반으로, 2019년 11월 1일, 빅 트릴비와 컬럼비아 레코드를 통해 발매되었다. 동명의 타이틀곡은 2019년 9월 26일, 선공개 싱글로 발매되었다. 린은 음반에서 대부분의 악기를 연주했다. 키보디스트 리처드 텐디는 한 곡에서 참여하며, 2024년 사망 이전 ELO 음반에서 마지막으로 모습을 드러냈다.

## 배경
제프 린은 이 음반에서 자신이 처음으로 작곡한 곡이 타이틀곡이라고 밝혔으며, 그것이 〈From Out of Nowhere〉라는 이름을 갖게 된 이유는 "바로 거기서 나왔기 때문"이라고 말했다. "희망과 구원" 및 낙관주의라는 주제는 음반 전체에 걸쳐 나타난다.

## 평가
| 총 점수             | 총 점수 |
| 출처                | 점수    |
| ------------------- | ------- |
| AnyDecentMusic?     | 6.4/10  |
| 메타크리틱          | 70/100  |
| 평가 점수           |         |
| 출처                | 점수    |
| AllMusic            | [ 7 ]   |
| American Songwriter | [ 8 ]   |
| Classic Rock        | [ 9 ]   |
| The Daily Telegraph | [ 10 ]  |
| Goldmine            | [ 11 ]  |
| The Guardian        | [ 12 ]  |
| The Arts Desk       | [ 13 ]  |
| Consequence         | F       |
| The Irish Times     | [ 14 ]  |

《From Out of Nowhere》는 발매 당시 전반적으로 호의적인 리뷰를 받았다. 리뷰 집계 사이트 메타크리틱에 따르면, 《From Out of Nowhere》는 9개의 비평가 리뷰로부터 100점 만점에 가중 평균 점수 70점을 받아 전반적으로 긍정적인 리뷰를 받았다. 리뷰 집계 사이트 AnyDecentMusic?는 7개의 리뷰를 모아 평균 10점 만점에 6.4점을 주었으며, 이는 그들의 비평적 합의 평가에 기반한 것이다.
《클래식 록》의 에버렛 트루는 이 음반에 별 네 개를 주었으며, 《From Out of Nowhere》를 "위로가 되는" 작품이자 "린의 형식 회귀를 반짝이며 이어가는 작품"이라고 묘사했다. 《가디언》의 마이클 한은 그 "호의적인" 성격과 고전적인 ELO 사운드와의 일치를 강조했지만, 그들의 이전 작품 수준에는 미치지 못한다고 말했다. 《골드마인》의 존 M. 보락은 린의 멜로디적 솜씨와 음반의 즐거운 성격을 강조하며, 〈From Out of Nowhere〉, 〈Goin' Out on Me〉, 〈All My Love〉 같은 곡들이 특히 주목할 만하다고 언급했으나, 린의 드럼 사운드는 일부 청자들에게 논란의 지점이라고 비판했다.
보다 혼합된 리뷰에서, 올뮤직은 이 음반에 별 세 개를 주며, 《From Out of Nowhere》의 문제는 "멜로디가 잠재의식에 쉽게 자리 잡지 못한다"는 것이며, 더 큰 문제는 "거의 모든 음을 연주한 린의 프로덕션이 답답하고 정밀하다"는 점이라고 말했다. 《언컷》은 린이 "세계 최고의 비틀즈 트리뷰트 행위로서 가장 잘한다"고 밝혔다. 《아이리시 타임스》의 로런 머피는 음반이 "즐겁고 잘 구성되었다"고 썼으나, 린이 "이 노래들 중 몇몇에서 과거의 유령에 집착한다"는 점에서 음반이 혁신이 부족하고 정체된 듯 들릴 위험이 있다고 제안했다.

## 곡 목록
모든 곡들은 제프 린이 작사/작곡하였다.
| #   | 제목                    | 재생 시간 |
| --- | ----------------------- | --------- |
| 1.  | 〈From Out of Nowhere〉 | 3:14      |
| 2.  | 〈Help Yourself〉       | 3:14      |
| 3.  | 〈All My Love〉         | 3:06      |
| 4.  | 〈Down Came the Rain〉  | 3:29      |
| 5.  | 〈Losing You〉          | 3:36      |
| 6.  | 〈One More Time〉       | 3:28      |
| 7.  | 〈Sci-Fi Woman〉        | 3:07      |
| 8.  | 〈Goin' Out on Me〉     | 3:079     |
| 9.  | 〈Time of Our Life〉    | 3:10      |
| 10. | 〈Songbird〉            | 3:06      |

## 인증
| 국가                               | 인증 | 판매량/출하량 |
| ---------------------------------- | ---- | ------------- |
| 영국 (BPI)                         | 실버 | 60,000        |
| 판매량+스트리밍을 기반으로 한 인증 |      |               |